# Roberto Gagliardini
Roberto Gagliardini (Bergamo, 7 aprile 1994) è un calciatore italiano, centrocampista svincolato.

## Biografia
Ha origini siciliane in quanto la madre è nata a Butera, in provincia di Caltanissetta, mentre un altro ramo della famiglia materna è originario di Castellammare del Golfo, in provincia di Trapani. La famiglia paterna, invece, è originaria di Cupra Montana, in provincia di Ancona.
Ha iniziato a giocare a calcio a Dalmine, la sua città d'infanzia.
Nel giugno del 2023 si sposa nel bergamasco con la compagna Nicole Ciocca decidendo di donare i regali ricevuti alla onlus Insuperabili. Insieme hanno due figli.
Con sua moglie ha aperto un’enoteca a Osio, nella provincia di Bergamo.

## Caratteristiche tecniche
Gagliardini è un interno di centrocampo che abbina buone doti fisiche e tecniche a una buona capacità di lettura del gioco.

## Carriera

### Club

#### Atalanta e i prestiti al Cesena, Spezia e Vicenza

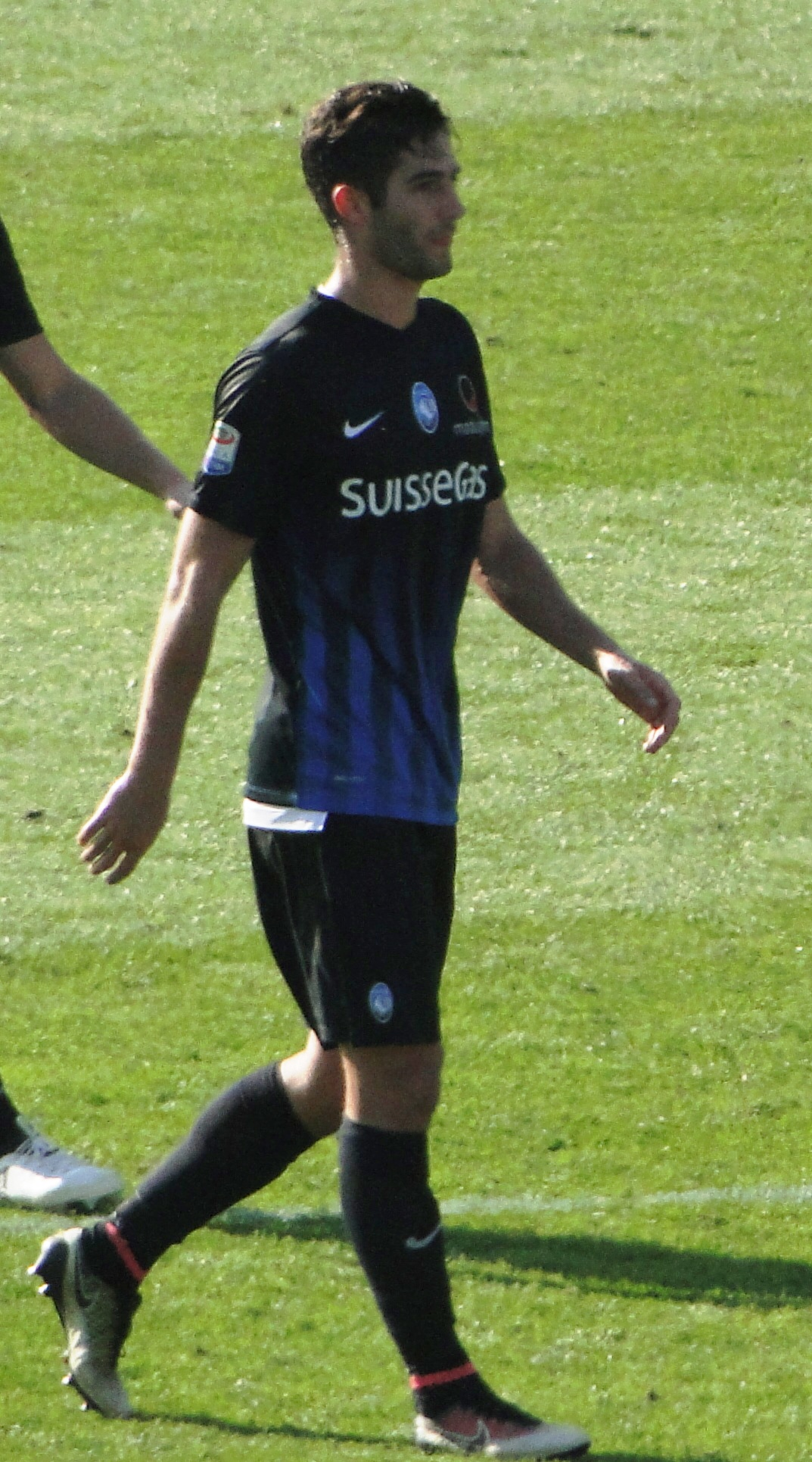
Gagliardini in maglia bergamasca nell'ottobre 2016

Prodotto del vivaio dell'Atalanta, dove arriva a 7 anni per giocare nei Pulcini, esordisce tra i professionisti il 4 dicembre 2013 contro il Sassuolo (2-0 per i nerazzurri), partita valida per i sedicesimi di finale di Coppa Italia. Il 17 gennaio 2014 passa a titolo temporaneo al Cesena, in Serie B. Esordisce con i romagnoli cinque giorni dopo contro il Varese (1-3 il finale), subentrando al 73' al posto di Guido Marilungo. Sua è la terza rete siglata dai bianconeri. Trova molto spazio nelle gerarchie di mister Bisoli contribuendo alla promozione del club in massima serie.
Il 1º settembre 2014 passa in prestito con diritto di riscatto allo Spezia in Serie B. Nel corso della stagione ottiene 14 presenze in campionato, essendo più volte bloccato da problemi fisici.
Il 30 luglio 2015 passa al Vicenza in Serie B, in prestito con diritto di riscatto e controriscatto a favore dell'Atalanta. Il 28 gennaio 2016, dopo aver ottenuto 16 presenze e realizzato 1 gol nella prima parte del campionato, le due società si accordano per la risoluzione del prestito e Gagliardini torna all'Atalanta. Dopo cinque mesi senza presenze in partite ufficiali, fa il suo esordio in Serie A il 15 maggio 2016, a 22 anni, giocando da titolare nell'ultima giornata di campionato, sul campo del Genoa. Nella stagione successiva gioca frequentemente da titolare, totalizzando 13 presenze in campionato fino a gennaio 2017.

#### Inter
Dopo aver collezionato 16 presenze totali con la squadra bergamasca fornendo buone prestazioni, l'11 gennaio 2017 viene ceduto all'Inter in prestito biennale con obbligo di riscatto; secondo fonti giornalistiche, l'accordo tra le due società sarebbe stato trovato sulla base di 2 milioni di euro per il prestito e altri 20 milioni al momento del riscatto (avvenuto alla prima presenza del giocatore nella stagione 2017-2018). Gagliardini firma un contratto da 1,5 milioni l'anno fino al 2021 e sceglie la maglia numero 5. Fa il suo esordio in maglia nerazzurra tre giorni dopo, nella gara vinta in casa per 3-1 contro il Chievo. Segna la sua prima rete in Serie A il 5 marzo nella gara vinta fuori casa per 1-5 contro il Cagliari con un tiro dalla distanza. Utilizzato come titolare, termina la stagione con 18 presenze e 2 reti in campionato.
Nella stagione 2017-2018 viene schierato titolare come centrale di centrocampo dall'allenatore Luciano Spalletti. Ottiene 30 presenze in campionato e, seppur lui non avesse giocato una stagione positiva, l'Inter raggiunge il 4º posto e si qualifica per la successiva edizione della Champions League.
All'inizio della stagione successiva, Gagliardini viene escluso dalla lista Champions dell'Inter per ragioni di fair play finanziario. Il 3 novembre 2018 sigla la sua prima doppietta della carriera nella partita di campionato vinta per 5-0 contro il Genoa. Va a segno anche il 10 marzo 2019 segnando il definitivo 2-0 contro la Spal, per poi segnare un'altra doppietta al Genoa il 3 aprile, contribuendo così al successo per 0-4 dei nerazzurri. In questa stagione viene utilizzato con meno continuità, ma realizza 5 gol in campionato in 19 presenze.
All'inizio della sua quarta stagione all'Inter, il 17 settembre 2019, fa il suo esordio nelle coppe europee, nella partita contro lo Slavia Praga (1-1) valevole per la fase a giorni di Champions League. Nonostante le prestazioni non sempre positive, visti anche gli infortuni dei compagni di reparto, trova spazio con l'allenatore Antonio Conte (in particolare nel post-lockdown) e realizza 4 gol nel campionato terminato al 2º posto. All’ultima giornata di campionato raggiunge quota 100 presenze complessive con la maglia dell’Inter nel successo per 0-2 contro l'Atalanta. Disputa da titolare la finale di Europa League, persa 3-2 contro il Siviglia a Colonia.
Nella stagione 2020-2021 vince il suo primo campionato italiano, collezionando 28 presenze e mettendo a segno 3 gol.
Nella stagione seguente fa il suo esordio in Serie A nella vittoria casalinga per 6-1 contro il Bologna, subentrando a Marcelo Brozović, e trova la maglia da titolare nella sconfitta esterna contro la Lazio per 3-1. Il 12 gennaio 2022, pur non giocando, vince il suo secondo trofeo con l'Inter, la Supercoppa italiana, battendo per 2-1 la Juventus dopo i tempi supplementari. Nel corso della stagione trova poco spazio, ma ciononostante vince anche la Coppa Italia, battendo in finale ancora la Juventus, in una gara terminata 4-2 per i nerazzurri dopo i tempi supplementari; anche in questo caso Gagliardini non scende in campo.
Nell'annata successiva, nonostante continui a trovare poco spazio, vince altri due trofei con l'Inter, la Supercoppa italiana, battendo il Milan per 3-0, e la Coppa Italia, superando la Fiorentina per 2-1. Il 28 gennaio 2023, nel corso di Cremonese-Inter 1-2, indossa per la prima volta la fascia da capitano dopo l'uscita dal campo di Lautaro Martinez. Raggiunge anche la finale di Champions League, persa per 1-0 contro il Manchester City, non disputando però l'atto conclusivo del torneo. A fine stagione, alla scadenza naturale del contratto, lascia l'Inter.

#### Monza
Il 7 luglio 2023 firma un contratto annuale con il Monza. Debutta da titolare con la nuova squadra in Coppa Italia il 13 agosto 2023, nella partita casalinga persa 1-2 contro la Reggiana. Il 23 settembre segna la sua prima rete con i brianzoli, firmando il pareggio definitivo in casa della Lazio (1-1).
Lascia il Monza al termine della stagione 2024-2025, alla scadenza naturale del proprio contratto.

### Nazionale

#### Nazionali giovanili
Tra il 2014 e il 2015 ha ottenuto 5 presenze con la maglia della nazionale Under-20, con la quale ha realizzato 2 gol.
Il 12 agosto 2015 esordisce con la nazionale Under-21 guidata da Di Biagio, subentrando al posto di Verre al 60' della partita amichevole contro l'Ungheria disputata a Telki. Viene convocato per l'Europeo Under-21 2017 in Polonia, dove l'Italia viene eliminata in semifinale dalla Spagna per 3-1, partita nella quale viene espulso per somma di ammonizioni.

#### Nazionale maggiore
Riceve la prima convocazione in nazionale A il 7 novembre 2016 da parte del CT Ventura, in sostituzione dell'infortunato Marchisio, per la partita di qualificazione al Mondiale 2018 contro il Liechtenstein e l'amichevole contro la Germania. Debutta il 28 marzo 2017, a 22 anni, sostituendo Daniele De Rossi al 37º del primo tempo della partita amichevole vinta 2-1 contro l'Olanda all'Amsterdam ArenA.

## Statistiche

### Presenze e reti nei club
Statistiche aggiornate al 19 aprile 2025.
| Stagione        | Squadra         | Campionato      | Campionato | Campionato | Coppe nazionali | Coppe nazionali | Coppe nazionali | Coppe continentali | Coppe continentali | Coppe continentali | Altre coppe | Altre coppe | Altre coppe | Totale | Totale |
| Stagione        | Squadra         | Comp            | Pres       | Reti       | Comp            | Pres            | Reti            | Comp               | Pres               | Reti               | Comp        | Pres        | Reti        | Pres   | Reti   |
| --------------- | --------------- | --------------- | ---------- | ---------- | --------------- | --------------- | --------------- | ------------------ | ------------------ | ------------------ | ----------- | ----------- | ----------- | ------ | ------ |
| 2013-gen. 2014  | Atalanta        | A               | 0          | 0          | CI              | 1               | 0               | -                  | -                  | -                  | -           | -           | -           | 1      | 0      |
| gen.-giu. 2014  | Cesena          | B               | 19+2       | 1+0        | CI              | -               | -               | -                  | -                  | -                  | -           | -           | -           | 21     | 1      |
| 2014-2015       | Spezia          | B               | 14         | 1          | CI              | 0               | 0               | -                  | -                  | -                  | -           | -           | -           | 14     | 1      |
| 2015-gen. 2016  | Vicenza         | B               | 16         | 1          | CI              | 3               | 0               | -                  | -                  | -                  | -           | -           | -           | 19     | 1      |
| gen.-giu. 2016  | Atalanta        | A               | 1          | 0          | CI              | -               | -               | -                  | -                  | -                  | -           | -           | -           | 1      | 0      |
| 2016-gen. 2017  | Atalanta        | A               | 13         | 0          | CI              | 1               | 0               | -                  | -                  | -                  | -           | -           | -           | 14     | 0      |
| Totale Atalanta | Totale Atalanta | Totale Atalanta | 14         | 0          |                 | 2               | 0               |                    | -                  | -                  |             | -           | -           | 16     | 0      |
| gen.-giu. 2017  | Inter           | A               | 18         | 2          | CI              | 1               | 0               | UEL                | -                  | -                  | -           | -           | -           | 19     | 2      |
| 2017-2018       | Inter           | A               | 30         | 0          | CI              | 2               | 0               | -                  | -                  | -                  | -           | -           | -           | 32     | 0      |
| 2018-2019       | Inter           | A               | 19         | 5          | CI              | 2               | 0               | UCL+UEL            | -                  | -                  | -           | -           | -           | 21     | 5      |
| 2019-2020       | Inter           | A               | 24         | 4          | CI              | 0               | 0               | UCL+UEL            | 4+4                | 0                  | -           | -           | -           | 32     | 4      |
| 2020-2021       | Inter           | A               | 28         | 3          | CI              | 1               | 0               | UCL                | 4                  | 0                  | -           | -           | -           | 33     | 3      |
| 2021-2022       | Inter           | A               | 18         | 2          | CI              | 1               | 0               | UCL                | 5                  | 0                  | SI          | 0           | 0           | 24     | 2      |
| 2022-2023       | Inter           | A               | 19         | 0          | CI              | 3               | 0               | UCL                | 6                  | 0                  | SI          | 1           | 0           | 29     | 0      |
| Totale Inter    | Totale Inter    | Totale Inter    | 156        | 16         |                 | 10              | 0               |                    | 23                 | 0                  |             | 1           | 0           | 190    | 16     |
| 2023-2024       | Monza           | A               | 33         | 1          | CI              | 1               | 0               | -                  | -                  | -                  | -           | -           | -           | 34     | 1      |
| 2024-2025       | Monza           | A               | 8          | 0          | CI              | 0               | 0               | -                  | -                  | -                  | -           | -           | -           | 8      | 0      |
| Totale Monza    | Totale Monza    | Totale Monza    | 41         | 1          |                 | 1               | 0               |                    | -                  | -                  |             | -           | -           | 42     | 1      |
| Totale carriera | Totale carriera | Totale carriera | 262        | 20         |                 | 16              | 0               |                    | 23                 | 0                  |             | 1           | 0           | 302    | 20     |

### Cronologia presenze e reti in nazionale
| Cronologia completa delle presenze e delle reti in nazionale ― Italia | Cronologia completa delle presenze e delle reti in nazionale ― Italia | Cronologia completa delle presenze e delle reti in nazionale ― Italia | Cronologia completa delle presenze e delle reti in nazionale ― Italia | Cronologia completa delle presenze e delle reti in nazionale ― Italia | Cronologia completa delle presenze e delle reti in nazionale ― Italia | Cronologia completa delle presenze e delle reti in nazionale ― Italia | Cronologia completa delle presenze e delle reti in nazionale ― Italia |
| Data                                                                  | Città                                                                 | In casa                                                               | Risultato                                                             | Ospiti                                                                | Competizione                                                          | Reti                                                                  | Note                                                                  |
| --------------------------------------------------------------------- | --------------------------------------------------------------------- | --------------------------------------------------------------------- | --------------------------------------------------------------------- | --------------------------------------------------------------------- | --------------------------------------------------------------------- | --------------------------------------------------------------------- | --------------------------------------------------------------------- |
| 28-3-2017                                                             | Amsterdam                                                             | Paesi Bassi                                                           | 1 – 2                                                                 | Italia                                                                | Amichevole                                                            | -                                                                     | 37’                                                                   |
| 6-10-2017                                                             | Torino                                                                | Italia                                                                | 1 – 1                                                                 | Macedonia                                                             | Qual. Mondiali 2018                                                   | -                                                                     | 75’                                                                   |
| 9-10-2017                                                             | Scutari                                                               | Albania                                                               | 0 – 1                                                                 | Italia                                                                | Qual. Mondiali 2018                                                   | -                                                                     |                                                                       |
| 27-3-2018                                                             | Londra                                                                | Inghilterra                                                           | 1 – 1                                                                 | Italia                                                                | Amichevole                                                            | -                                                                     | 79’                                                                   |
| 7-9-2018                                                              | Bologna                                                               | Italia                                                                | 1 – 1                                                                 | Polonia                                                               | UEFA Nations League 2018-2019 - 1º turno                              | -                                                                     |                                                                       |
| 20-11-2018                                                            | Genk                                                                  | Italia                                                                | 1 – 0                                                                 | Stati Uniti                                                           | Amichevole                                                            | -                                                                     | 76’                                                                   |
| 11-11-2020                                                            | Firenze                                                               | Italia                                                                | 4 – 0                                                                 | Estonia                                                               | Amichevole                                                            | -                                                                     |                                                                       |
| Totale                                                                |                                                                       | Presenze                                                              | 7                                                                     |                                                                       | Reti                                                                  | 0                                                                     |                                                                       |

| Cronologia completa delle presenze e delle reti in nazionale ― Italia under 21 | Cronologia completa delle presenze e delle reti in nazionale ― Italia under 21 | Cronologia completa delle presenze e delle reti in nazionale ― Italia under 21 | Cronologia completa delle presenze e delle reti in nazionale ― Italia under 21 | Cronologia completa delle presenze e delle reti in nazionale ― Italia under 21 | Cronologia completa delle presenze e delle reti in nazionale ― Italia under 21 | Cronologia completa delle presenze e delle reti in nazionale ― Italia under 21 | Cronologia completa delle presenze e delle reti in nazionale ― Italia under 21 |
| Data                                                                           | Città                                                                          | In casa                                                                        | Risultato                                                                      | Ospiti                                                                         | Competizione                                                                   | Reti                                                                           | Note                                                                           |
| ------------------------------------------------------------------------------ | ------------------------------------------------------------------------------ | ------------------------------------------------------------------------------ | ------------------------------------------------------------------------------ | ------------------------------------------------------------------------------ | ------------------------------------------------------------------------------ | ------------------------------------------------------------------------------ | ------------------------------------------------------------------------------ |
| 12-8-2015                                                                      | Telki                                                                          | Ungheria under 21                                                              | 0 – 0                                                                          | Italia under 21                                                                | Amichevole                                                                     | -                                                                              | 60’                                                                            |
| 10-8-2016                                                                      | San Benedetto del Tronto                                                       | Italia under 21                                                                | 0 – 0                                                                          | Albania under 21                                                               | Amichevole                                                                     | -                                                                              | 75’                                                                            |
| 18-6-2017                                                                      | Cracovia                                                                       | Danimarca under 21                                                             | 0 – 2                                                                          | Italia under 21                                                                | Europeo Under-21 2017 - 1º turno                                               | -                                                                              |                                                                                |
| 21-6-2017                                                                      | Tychy                                                                          | Rep. Ceca under 21                                                             | 3 – 1                                                                          | Italia under 21                                                                | Europeo Under-21 2017 - 1º turno                                               | -                                                                              | 75’                                                                            |
| 24-6-2017                                                                      | Cracovia                                                                       | Italia under 21                                                                | 1 – 0                                                                          | Germania under 21                                                              | Europeo Under-21 2017 - 1º turno                                               | -                                                                              |                                                                                |
| 27-6-2017                                                                      | Cracovia                                                                       | Italia under 21                                                                | 1 – 3                                                                          | Spagna under 21                                                                | Europeo Under-21 2017 - Semifinale                                             | -                                                                              | 50’, 58’                                                                       |
| Totale                                                                         |                                                                                | Presenze                                                                       | 6                                                                              |                                                                                | Reti                                                                           | 0                                                                              |                                                                                |

## Palmarès

### Club

#### Competizioni giovanili
- Campionato Giovanissimi Nazionali: 1

Atalanta: 2007-2008

#### Competizioni nazionali
- Campionato italiano: 1

Inter: 2020-2021
- Supercoppa italiana: 2

Inter: 2021, 2022
- Coppa Italia: 2

Inter: 2021-2022, 2022-2023